# Ylva Bentancor
Ylva Bentancor, tidigare Nyberg, född 25 juli 1967 i Stockholm, är en svensk ljudkonstnär och tonsättare. Hon har arbetat med musiker/artister som mezzosopranen Malena Ernman, Stockholms Saxofonkvartett, bandoneonisten Gustavo Tomás Bentancor och internationella musiker. Efter diplomexamen i komposition på Musikhögskolan i Stockholm var hon med och startade Nätmagasinet Tritonus som senare tog över redaktörskapet av tidskriften Nutida Musik tillsammans med tonsättarkollegorna Martin Q Larsson, Mattias Petersson och musikskribenten Andreas Engström. Mellan 2003 och 2006 satt hon även i styrelsen för Föreningen svenska tonsättare. 
Ylva Bentancors musik har framförts på många ställen runt om i världen och hon har också rest och arbetat i länder som Mongoliet, Irak, Tyskland, Island, Danmark och Spanien. Med verket Footprints of Mongolia 2009 tog hennes produktioner en ny riktning mot ljudkonst, men med tydliga spår av kammarmusikalisk tradition. Musiken/ljudkonsten har sedan lett vidare mot mer politisk, samhällsengagerad ljudkonst som har sin utgångspunkt i konkreta ljud hämtade ur vardagen. Hon har också arbetat med radio, samarbetat med radioprofiler som Rikke Houd, drivit projekt och arbetat med barnprojekt i flera länder samt skrivit om musik och andra tonsättare. Bentancor har även varit medlem i den Berlin-baserade ljudkonstgruppen The Errant Bodies Group.
1998 erhöll Ylva Bentancor Rosenborg-Gehrmans stipendium till ung tonsättare under tiden hon studerade vid Musikhögskolan i Stockholm och har sedan dess fått ett flertal stipendier från Konstnärsnämnden, STIM och Föreningen svenska tonsättare.

## Verkförteckning
- 1991 – Stråkkvartett nr 1
- 1996 – Genom ett rusigt öga för marimba, cello och ackordeon
- 1997 – Daghuden-natthuden för kammarensemble
- 1999 – Som äpplen, sanningar för kammarensemble och mezzosopran till text av Johanna Ekström
- 1999 – En molnig rosa dag för stråkkvintett och kammarkör
- 1999 – Första figuren/PianoForte för piano
- 2000 – Ut och igenom, in och under för oboe, slagverk och EAM
- 2001 – Lux aeterna för blandad kör med solister
- 2002 – Vattrakallo för violin, ackordeon, vibrafon/klockspel, kontrabas och orkester
- 2002 – X so this EAM och dans
- 2003 – Omen för saxofonkvartett
- 2003 – Skuggor och dagrar för ackordeon
- 2004 – UT ur historien sopran och orkester till text av Johanna Ekström
- 2009 – Footprints of Mongolia för saxofonkvartett och tape
- 2010 – ECG för slagverk, trombon och film (ett verk av fyra i Tankeväckarprojektet)
- 2012 – When People Gather för bandoneon, kontrabas och ljud
- 2013 – On Bridges in Cities with Water radiofoniskt verk
- 2015 – Candombeando för stråkkvartett
- 2015 – Tittytainment, ljudkonstproduktion